# Squeeze (bridge)
Squeeze är inom bridge ett spelsätt som förekommer vid slutet på en bricka. Genom att utföra en squeeze tvingar man motståndarna att kasta höga kort och därmed skapar sig själv vinnande kort som man annars inte hade vunnit på. En squeeze kan även innebära att motståndarna får välja att antingen kasta sina höga kort (därmed blir spelförarens kort i den färgen höga) eller att bli inpetade. 